# Jovan Deretić
Ne doit pas être confondu avec Jovan I. Deretić.
Jovan Deretić (en serbe cyrillique : Јован Деретић ; né le 22 janvier 1934 à Orovac et mort le 16 mars 2002  à Belgrade) est un historien de la littérature yougoslave puis serbe.
Jovan Deretić est l'auteur d'une Histoire de la littérature serbe (en serbe : Istorija Srpske književnosti, publiée en 1983, qui fait autorité dans le domaine de l'histoire littéraire de la Serbie.

## Biographie

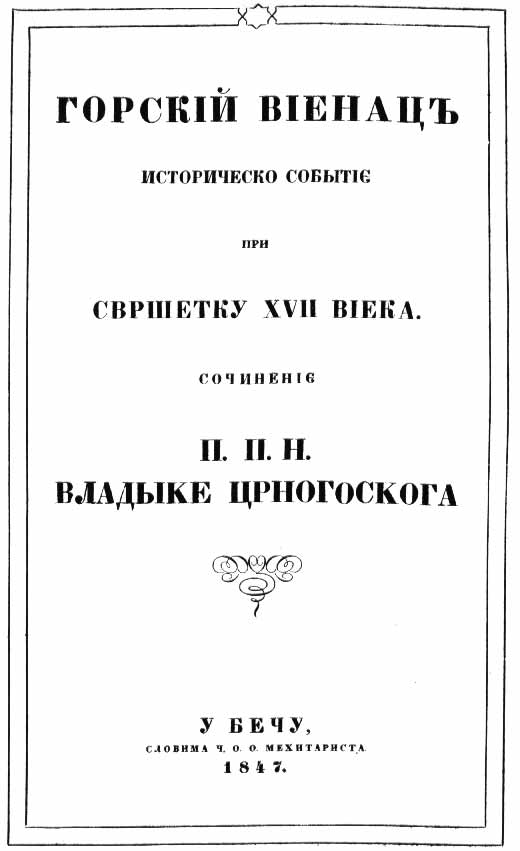
La couverture de l'édition originale de Gorski vijenac (Les Lauriers de la montagne).

Deretić est né le 22 octobre 1934 dans le village d'Orovac (ou Orahovac), près de  Trebinje. Il a effectué ses études secondaires aux lycées de Trebinje et de Vrbas puis a suivi les cours de la Faculté de philosophie de l'université de Belgrade, où il a obtenu son diplôme en 1958. Il a obtenu son doctorat à Belgrade en 1965, avec une thèse sur La composition des Lauriers de la montagne  de Petar II Petrović-Njegoš, publiée sous forme de livre en 1969.

## Travail historique
Jovan Deretić a conceptualisé sa périodisation de l'histoire littéraire après avoir rédigé son Histoire de la littérature serbe de 1983. Avant Deretić, deux grandes périodisations avaient été proposées : celle de Stojan Novaković remontant à 1871 et celle de Jovan Skerlić datant de 1912 ; Deretić privilégiait celle de Stojan Novaković parce qu'elle englobait « la totalité du développement de la littérature serbe » et parce qu'il reprochait à Skerlić d'aligner coûte que coûte la littérature serbe sur les tendances de la littérature européenne et notamment de la littérature française. Deretić considérait que, pour certaines des synthèses en vogue à l'époque, tout se passait « comme si l'histoire de la littérature n'était pas faite par les écrivains et leurs œuvres mais par les tendances littéraires ». Deretić reliait la périodisation en histoire littéraire à l'histoire sociale et culturelle, tout en étant conscient du fait que les périodes littéraires devaient leur cohérence à des caractéristiques qui leur étaient propres. Son système de périodisation a suscité des critiques et, notamment, celles de Dragan Jeremić, qui s'est montré sévère tout en demeurant constructif. Deretić, de son côté, a tenu compte des remarques critiques qu'on lui adressait, aboutissant ainsi à une meilleure périodisation. Dans sa version finale, la littérature serbe a été divisée en 11 parties : 1) le Moyen Âge, 2) la période de la domination ottomane, 3) la littérature chtokavienne ancienne, 4) la littérature populaire, 5) la littérature du XVIIIe siècle : baroque et Lumières, 6) le classicisme et le préromantisme, 7) le romantisme 8) le réalisme 9) la période moderne, 10) l'Avant-garde et le nouveau réalisme, 11) la littérature de la seconde moitié du XXe siècle.
Dans un article paru dans la Revue de synthèse, Nenad Nikolić tente de retracer le parcours intellectuel de Jovan Deretić dans la Serbie communiste, en s'appuyant sur les diverses lectures que l'historien a données de l'œuvre de Dositej Obradović. Parti du matérialisme dialectique, Deretić s'est tourné vers le structuralisme néo-positiviste pour finalement aboutir à « une prise de conscience des contradictions et des limites de l’analyse immanente tout autant que de l’interprétation idéologique d’une œuvre ».

## Récompenses
Pour son ouvrage Istorija srpske književnosti, Jovan Deretić a reçu le prix d'octobre de la ville de Belgrade et pour son ouvrage Srpski roman 1800—1950 il a reçu le prix Nolit en 1981.

## Ouvrages
- (sr) Jovan Deretić, Dositej i njegovo doba [« Dositej et son temps »], Novi dani, 1969, 231 p. (lire en ligne)
- (sr) Jovan Deretić, Kompozicija Gorskog vijenca [« La composition des Lauriers de la montagne[N 1] »], Zavod za izdavanje udžbenika Socijalističke Republike Srbije, 1969, 197 p. (lire en ligne)[7]
- (sr) Jovan Deretić, Poetika Dositeja Obradovića [« La Poétique de Dositej Obradović »], Vuk Karadžić, 1974, 278 p. (lire en ligne)
- (sr) Jovan Deretić, Ogledi iz narodnog pesništva [« Essais sur la poésie populaire »], Slovo ljubve, 1978, 170 p. (lire en ligne)
- (sr) Jovan Deretić, Almanasi Vukovog doba [« Almanachs du temps de Vuk »], Vuk Karadžić, 1979, 371 p. (lire en ligne)
- (sr) Jovan Deretić, Vidaković i rani srpski roman [« Vidaković et le début du roman serbe »], Matica srpska, 1980, 173 p. (lire en ligne)[8]
- (sr) Jovan Deretić, Srpski roman 1800 – 1950 [« Le Roman serbe : 1800-1850 »], Nolit, 1981, 394 p. (lire en ligne)[9]
- (sr) Jovan Deretić, Istorija srpske književnosti [« Histoire de la littérature serbe »], Nolit, 1983, 706 p. (lire en ligne)
- (sr) Jovan Deretić, Romantizam : studija i hrestomatija [« Le Romantisme : études et anthologie »], Veselin Masleša, 1983, 283 p. (lire en ligne)
- (sr) Jovan Deretić, Gorski vijenac P. P. Njegoša [« Les Lauriers de la montagne de P. P. Njegoš »], Belgrade, 1986
- (sr) Jovan Deretić, Kratka istorija srpske književnosti [« Courte histoire de la littérature serbe »], Belgrade, Beogradski izdavačko-grafički zavod, 1987, 342 p. (ISBN 9788613000600, lire en ligne)[10]
- (sr) Jovan Deretić, Poetika prosvećivanja : književnost i nauka u delu Dositeja Obradovića [« Poétique de l'illumination : littérature et science dans l'œuvre de Dositej Obradović »], Književne novine, 1989, 222 p. (ISBN 9788639101732, lire en ligne)
- (sr) Jovan Deretić, Zapadna Srbija : kratak istorijski pregled od 3-eg veka pre Hrista do 20-og veka [« La Serbie de l'ouest : un bref aperçu historique du IIIe siècle av. J.-C. jusqu'au XXe siècle »], Sardonija, 1995, 152 p. (lire en ligne)
- (sr) Jovan Deretić, Zagonetka Marka Kraljevića : o prirodi istoričnosti u srpskoj narodnoǰ epici [« L'Énigme de Marko Kraljević : sur la nature de l'historicité dans les épopées folkloriques serbes »], Belgrade, Srpska kn̂iževna zadruga, 1995
- (sr) Jovan Deretić, Put srpske književnosti : identitet, granice, težnje [« Le Chemin de la littérature serbe : identité, frontières, aspiration »], Srpska književna zadruga, 1996, 345 p. (lire en ligne)
- (sr) Jovan Deretić, Poetika srpske književnosti [« Poétique de la littérature serbe »], Filip Višnjić, 1997, 420 p. (lire en ligne)
- (sr) Jovan Deretić, Etide iz stare srpske književnosti [« Études sur la littérature serbe ancienne »], Novi Sad, Svetovi, 2000 (lire en ligne)[11]
- (sr) Jovan Deretić, Antička Srbija [« La Serbie antique »], Jugo-PIRS, 2000, 295 p. (ISBN 9788683293018, lire en ligne)
- (sr) Jovan Deretić, Srpska narodna epika [« L'Épopée populaire serbe »], Beograd/Београд, Filip Višnjić,‎ 2000, 369 p. (ISBN 86-7363-253-6)[12]
- (sr) Jovan Deretić, Kulturna istorija Srba [« Histoire culturelle des Serbes »], Belgrade, Evro-Giunti, 2001
- (sr) Jovan Deretić, Ogledi iz srpske književnosti [« Essais sur la littérature serbe »], Belgrade, Društvo za srpski jezik i književnost Srbije, 2007[13]